# 와이브로

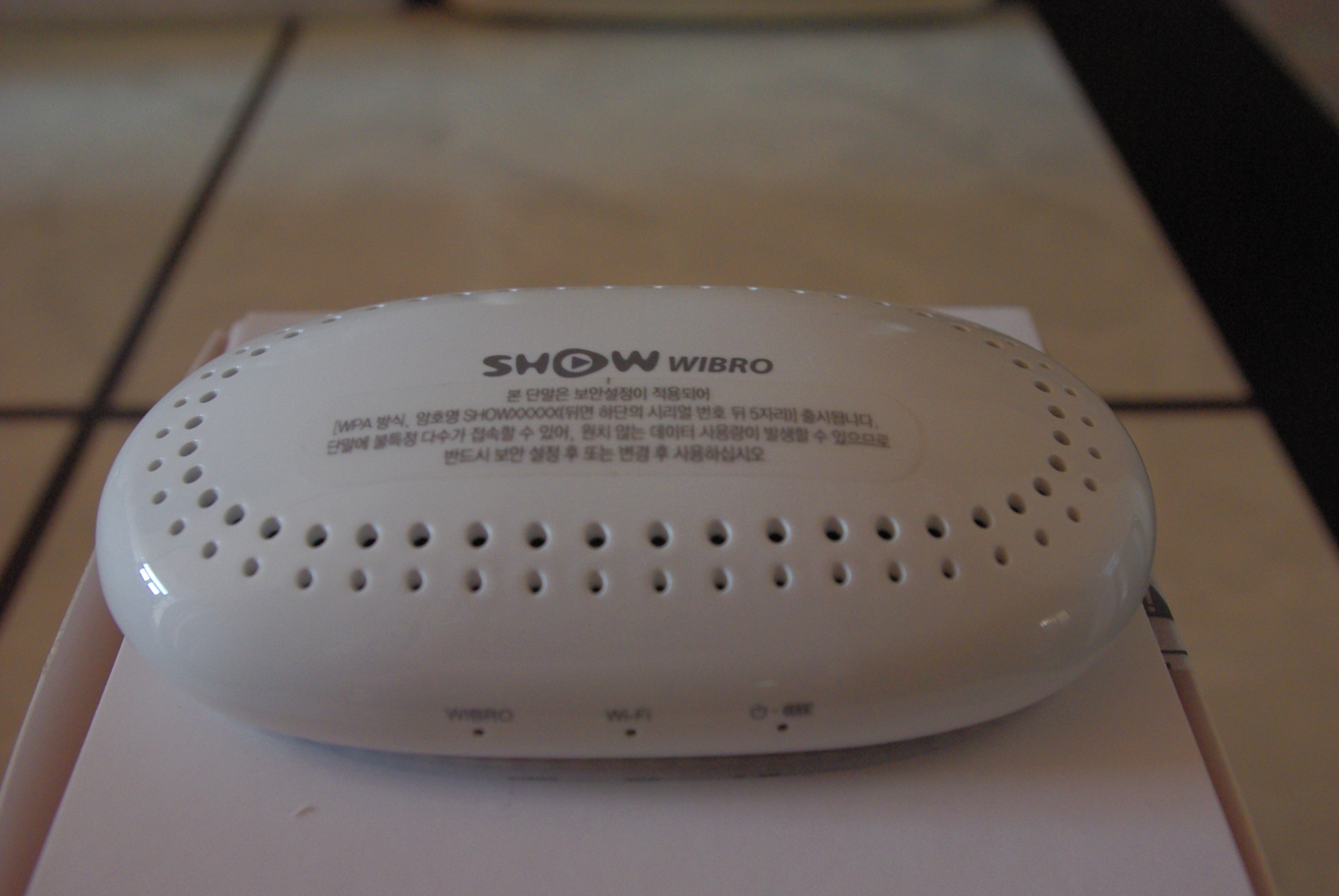
달걀 모양의 초기 와이브로 단말

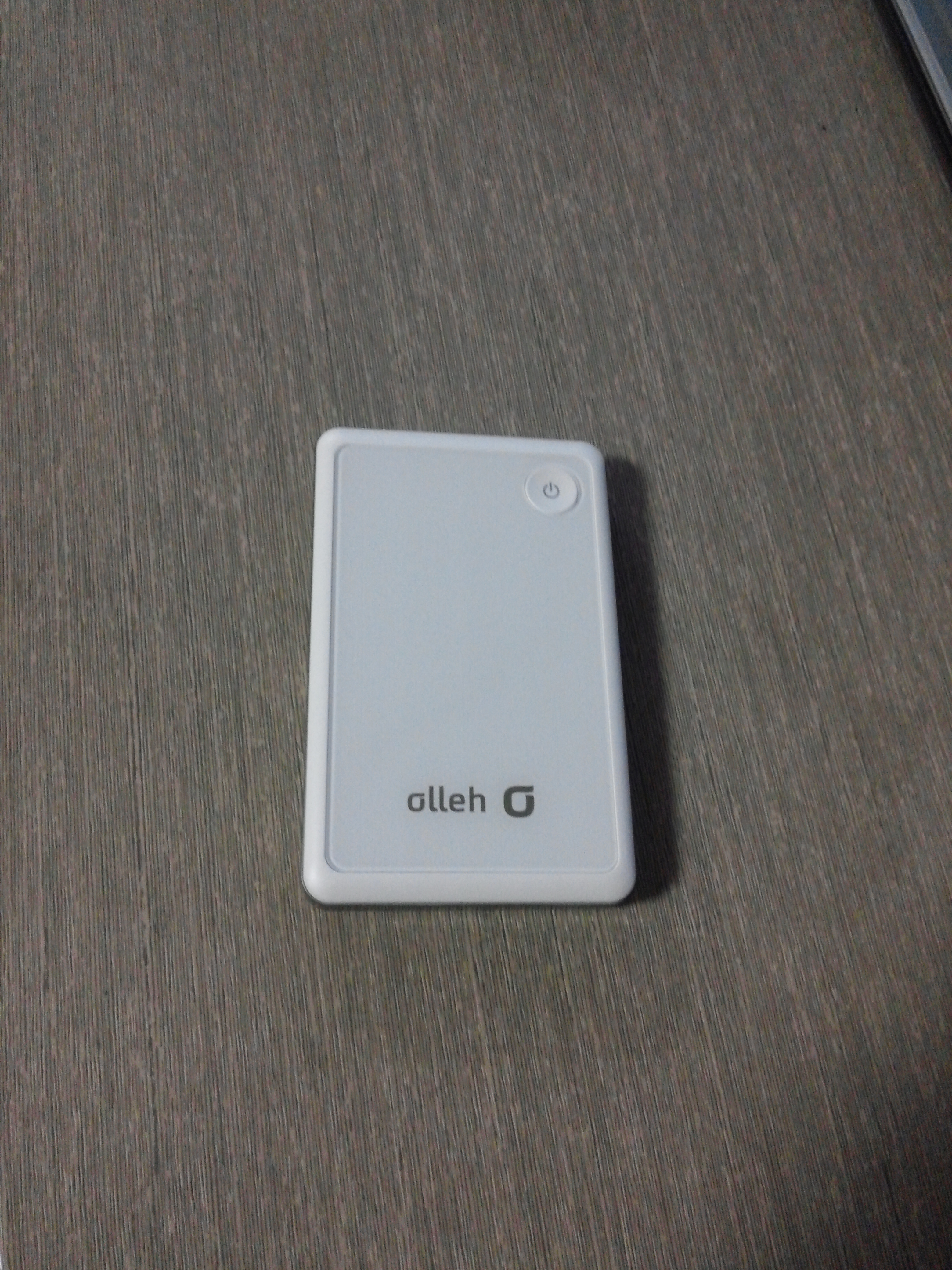
사각형 모양인 스트롱에그2

와이브로(영어: WiBro, Wireless Broadband, 해외에선 모바일 와이맥스로 알려짐)는 대한민국 삼성전자와 한국전자통신연구원이 개발한 무선 광대역 인터넷 기술이다. 대한민국에서 통용되는 국제 표준 IEEE 802.16e에 대한 이름이고, 북미에서는 모바일 와이맥스로도 불린다. 처음에는 고속 데이터 통신 기술을 가리키는 용어로 창안된 것이지만, 통신업체에서 기술명을 서비스명으로 이용하면서 기술 이름보다 서비스 이름으로 더 잘 알려져 있다. 국제 표준 기술 명칭은 아니다.

## 기술 규격
와이브로는 CDMA 기반의 휴대 전화가 데이터 속도에 제한을 받는 것을 극복하기 위해 고안되었으며 가장 큰 기술적 특징은 무선 인터넷 접속에 이동성을 더하였다는 것이다. KT의 네스팟과 같은 기존의 WIFI 기반의 무선 랜 인터넷 접속은 무선 액세스 포인트(AP) 장치를 중심으로 일정 반경에서 인터넷에 접속할 수 있게 하였으나 핸드오버(Hand-over)를 지원하지 못하기 때문에 셀 커버리지를 벗어나게 되면 연결이 끊길 수밖에 없었다. 와이브로는 이동통신의 직교 주파수 분할 다중접속(OFDMA) 기술 및 셀룰러(cellular) 기술을 응용하여 서비스 셀을 구성하고 핸드오프를 구현하여 이동하면서 인터넷에 접속할 수 있게 하였다. 또한 QoS를 제공하는데, 스트림 영상이나 잃기 쉬운 데이터를 무결점으로 통신할 수 있게 도와준다.
삼성전자, 인텔 등에서 주도하여 추진하고 있는 국제적 와이브로 기술인 와이맥스(WiMax)는 2006년 이동성을 제공할 수 있는 규격 개선을 완료하였고, 와이브로의 규격도 이 와이맥스와 호환되도록 규격개정이 이루어졌다. 2007년 10월 18일, 한국이 세계 최초로 개발한 와이브로 기술이 국제전기통신연합 전파총회에서 'IMT-2000'으로 통칭되는 3세대 이동 통신(3G)의 6번째 국제표준으로 채택됐다.
- IEEE 표준 : 802.16e
- 사용 주파수대：2.3 GHz대
- 통신 가능 이동 속도：시간당 60 킬로미터(최대 120 km/h 이동속도 지원)
- 최대 전송 거리：1 킬로미터
- 최고 전송 속도：약 25Mbps (Wave 2 IP 대역폭 기준)
- 평균 전달 속도：5~6Mbps
- 변조 방식：광대역 OFDM 방식

## 상용화
한국 내 최초 사업자로 KT와 SK텔레콤이 선정되어 2006년 6월 30일부터 세계 최초로 상용화 서비스를 시작하였고 2018년 12월 31일 서비스가 종료되었다. SK텔레콤의 와이브로는 서울 및 수도권과 일부 지방에서 사용할 수 있으며, KT의 와이브로는 상용화 초기 당시 한 채널에 8.75Mhz의 대역너비를 가졌으나 최근 채널을 10Mhz 대역으로 업그레이드 하였으며 기존 단말기가 호환이 안되어 단말기를 무료로 교체해주었다. 2011년 3월 2일을 기준으로 서울과 수도권, 5대 광역시를 포함한 전국 82개 도시와 경부·중부·서해안 등 7개 주요 고속도로에서 사용할 수 있지만, 가입자 수요 감소의 여파로, 2018년 12월 31일에 완전 종료되었다.
KT는 현재 상용 와이브로 서비스 가입자에게 대체 서비스로의 가입을 유도한 후, 2018년 9월 30일부로 상용 와이브로 서비스를 완전히 종료할 것임을 밝혔다.

## 커버리지
- 사용자제공 커버리지 보관됨 2021-02-28 - 웨이백 머신
- KT 커버리지맵

## 같이 보기
- 와이브로 에볼루션
- 무선랜
- 와이맥스 - 인텔
- DMB (디지털 멀티미디어 방송)
- WIPI (상호 운용을 위한 무선 인터넷 플랫폼)
- WAP (무선 애플리케이션 프로토콜)
- WIP (무선 인터넷 프로토콜)
- i-mode